# Kobyli Wierch
Kobyli Wierch (słow. Kobylí vrch, niem. Koboldberg, Stutenkuppe, węg. Kobold-hegy, 1109 m n.p.m.) – pierwszy od wschodu szczyt grani głównej Tatr Bielskich na Słowacji. Zarazem stanowi pierwsze od wschodu wzniesienie w całych Tatrach.
Kobyli Wierch jest odgraniczony od kolejnego szczytu w grani głównej, Fajksowej Czuby (1488 m), trawiastą Kobylą Przełęczą (ok. 1090 m), znajdującą się nieopodal wierzchołka. Na wschód od szczytu leżą zabudowania Tatrzańskiej Kotliny – uzdrowiskowo-sanatoryjnej miejscowości położonej w dolinie Kotliny, oddzielającej Tatry od sąsiadującego z nimi pasma Magury Spiskiej.
Masyw Kobylego Wierchu jest praktycznie cały zalesiony. Na jego stokach znajdują się reliktowe okazy sosny zwyczajnej. Jego południowe i południowo-wschodnie zbocza opadają do Doliny Huczawy Bielskiej, północne zaś do niewielkiej doliny Drabiny. W północnym zboczu Kobylego Wierchu znajduje się Jaskinia Bielska – jedyna w Tatrach Słowackich jaskinia udostępniona dla ruchu turystycznego, wyposażona w oświetlenie elektryczne.
Nazwa Kobylego Wierchu pochodzi od słowa kobyła, jednak brak dalszych wskazówek co do pochodzenia nazwy. Nazwy niemiecka i węgierska nie pochodzą od koboldów, ale od spiskoniemieckiego słowa Kobal, także oznaczającego kobyłę. Nazwa Kobylego Wierchu jest stara, prawdopodobnie to ten szczyt występuje w dokumencie kapituły spiskiej z 1589 r. pod nazwą Kobyli Groń.

## Szlaki turystyczne
– do jaskini prowadzi z Tatrzańskiej Kotliny żółty szlak turystyczny. Czas przejścia: 35 min w obie strony